# Locustella
Locustella é um género de aves passeriformes da família Megaluridae que inclui 8 espécies de felosas, 4 das quais podem ser observadas em Portugal. O grupo tem uma distribuição geográfica vasta e ocorre em toda a Europa e regiões centrais e norte da Ásia. As felosas do género Locustella habitam zonas de bosques abertos, planície e estepe, com preferência para áreas pantanosas ou perto de água.
São aves de pequeno porte, com 12 a 14 cm de comprimento. Têm uma plumagem em tons de castanho, que lhes permite uma boa camuflagem no seu meio ambiente, riscada de preto, branco e/ou castanho escuro. A zona ventral tende a ser mais clara. A cauda é relativamente grande, areedendada nalgumas espécies, e o bico é curto e rectilíneo, adaptado a uma alimentação à base de insectos.
A maioria de espécies de Locustella tem hábitos migratórios.

## Espécies
Existem 23 espécies colocadas no gênero:
- Locustella lanceolata
- Locustella luteoventris
- Locustella major
- Locustella naevia
- Locustella tacsanowskia
- Locustella alfredi
- Locustella fluviatilis
- Locustella luscinioides
- Locustella accentor
- Locustella castanea
- Locustella musculus
- Locustella disturbans
- Locustella caudata
- Locustella davidi
- Locustella thoracica
- Locustella kashmirensis
- Locustella alishanensis´
- Locustella mandelli
- Locustella idonea
- Locustella seebohmi
- Locustella montis
- Locustella chengi
- Locustella portenta